# Episkepsis
Un'episkepsis (in greco ἐπίσκεψις? let. “ispezione”, pl. ἐπισκέψεις, episkepseis) era un distretto fiscale nel medio Impero bizantino (X-XIII secolo). In senso strettamente tecnico, si riferisce a un feudo o a un'altra proprietà, in alcuni casi comprendente interi villaggi o città, assegnati per il sostegno di individui della famiglia imperiale (basilike episkepsis), di case nobiliari o di chiese e monasteri.
Come mostra lo storico Paul Magdalino, queste episkepseis erano per lo più situate nelle coste del Mar Egeo, che comprendevano le migliori terre coltivabili dell'Impero, o in fertili aree interne come la Tracia e la Tessaglia. Nel XII secolo, il termine si riferisce anche alle divisioni fiscali dei themata.
Come istituzione, l'episkepsis esisteva già nel IX secolo, con la citazione di episketites, la posizione che sovrintendeva a tale territorio, come funzione dell'oikeiakon (appartenente alla casa), un sekreton (dipartimento fiscale) creato da Basilio II. Si evidenzia che un'episkepsis è indicata come una tenuta imperiale per tutta la sua esistenza nella storia bizantina. Questi possedimenti o proprietà erano classificati in tre categorie: imperiale, personale ed ecclesiastica. Alcuni esempi di questi territori sono la Macedonia, Mileto e Alopekai. Un'episkepsis può essere trasformata in una kouratoria (proprietà imperiale) in caso di stabilizzazione e di aumento delle entrate. Ad esempio, Seleukia era un'episkepsis durante il X secolo, ma in seguito costituì la grande kouratoria di Tarsos.